# Dicranomyia (Dicranomyia) bethae
Dicranomyia (Dicranomyia) bethae is een tweevleugelige uit de familie steltmuggen (Limoniidae). De soort komt voor in het Afrotropisch gebied.